# Gerrit Mannoury
Gerrit Mannoury (Wormerveer, 17 mei 1867 - Amsterdam, 30 januari 1956) was een Nederlandse wiskundige en filosoof die tevens sociaal bewogen en politiek actief was. Mannoury heeft belangrijke bijdragen geleverd op het gebied rond de formele wetenschap, de grondslagen der wiskunde, de symbolische logica en de leer der significa.

## Algemeen
Gerrit Mannoury werd in 1867 geboren als zoon van de scheepskapitein Gerrit Mannoury en Anna van Beek. Toen Gerrit junior een jaar was, overleed zijn vader in China en verhuisde zijn moeder naar Amsterdam, waar ze de drie kinderen verder alleen opvoedde. Het gezin had het niet breed. Met een beurs kon Mannoury naar de HBS, waar hij in 1885 zijn diploma haalde. Drie maanden later legde hij tevens het onderwijzersexamen af. Door avondstudie verwierf hij de middelbare onderwijsaktes voor onderwijzer, wiskunde, boekhouden en mechanica. Een universitaire graad behaalde hij niet, maar hij kreeg wel privéles van de hoogleraar D.J. Korteweg, die grote verwachtingen van hem had. Zijn eerste wetenschappelijke publicaties stamden uit deze tijd.
Mannoury werkte eerst op scholen in Amsterdam en later in Bloemendaal, Helmond en Vlissingen. Op het laatst werd hij in 1910 leraar aan de HBS, en werd ook hoofd van de Gemeentelijke Handelsavondschool. Al die jaren was Mannoury ook als accountant werkzaam. In 1903 werd Mannoury aan de Universiteit van Amsterdam toegelaten als privaatdocent in de logische grondslagen der wiskunde. In 1917 volgde hier een aanstelling als bijzonder hoogleraar wiskunde, en van 1918 tot 1937 was hij gewoon hoogleraar in de meetkunde, mechanica en wijsbegeerte van de wiskunde. In 1946 kreeg hij een eredoctoraat van de Universiteit van Amsterdam.

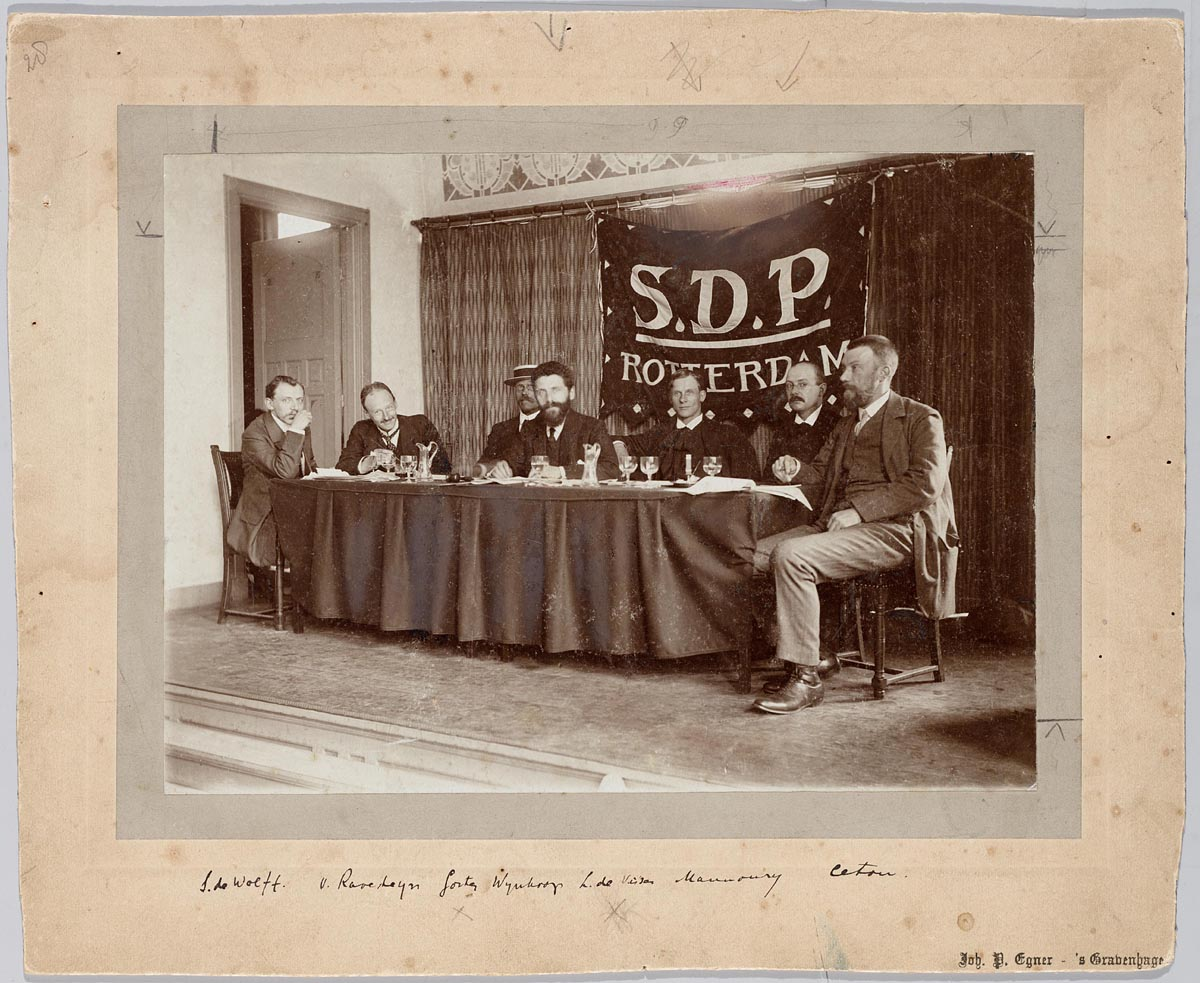
Groepsportret SDP, Afdeling Rotterdam, Congres, 1911

Mannoury leidde een sociaal bewogen, politiek actief leven. Hij was van 1905 tot 1947 bestuurslid van het Wiskundig Genootschap. In 1901 werkte hij mee aan de oprichting het wetenschappelijk bureau van de Sociaal-Democratische Arbeiderspartij (SDAP), waarvan hij tot 1906 secretaris was. In 1909 verliet Mannoury met een marxistische oppositie de SDAP, en nam zitting in het partijbestuur van de zojuist opgerichte Sociaal-Democratische Partij (SDP). Na de Russische Oktoberrevolutie doopte de SDP zich in 1918 om tot Communistische Partij Holland (CPH) (na 1935: CPN, Communistische Partij van Nederland).
De CPH trad in 1919 toe tot de Communistische Internationale. In 1932 werd Mannoury echter geroyeerd door de CPH omdat hij het opnam voor Leon Trotski, die inmiddels door Stalin ten val was gebracht en verbannen. Nadien bleef Mannoury politiek actief voor gerechtigheid en tegen de doodstraf.

## Het wetenschappelijk werk
Mannoury's wetenschappelijke voorliefde ging uit naar de wiskunde. Zijn geestelijke leidslieden waren en bleven G.W.F. Hegel, de neo-hegelianen G.J.P.J. Bolland en F.H. Bradley. Daarnaast ook Friedrich Nietzsche, B. de Spinoza, de Franse wiskundige en wetenschapsfilosoof Henri Poincaré en de Engelse positivist en mathematicus Bertrand Russell.

### Grondslagen van de wiskunde
In zijn openbare les Over de beteekenis der wiskundige logica voor de philosophie, waarmee Mannoury in 1903 zijn college als privaatdocent opende, besteedde hij als een van de eersten in Nederland aandacht aan de, toen recente, ontwikkeling van de mathematische logica. Mannoury schetste in zijn lezing hoe de formalisering van wiskundige grondbegrippen (zoals getal en ruimte) door Charles Sanders Peirce, Richard Dedekind en Giuseppe Peano weliswaar geen inhoudelijke bijdrage aan de filosofie leveren, maar wel een methode aangeven om “haar te behoeden voor verkeerde gevolgtrekkingen” .
Het werk Methodologisches und Philosophisches zur Elementarmathematik uit 1909 vormt samen met de dissertatie van L.E.J. Brouwer uit 1907 de eerste belangrijke Nederlandse bijdrage tot de discussie over de grondslagen der wiskunde. Terwijl Brouwer de grote voorvechter van het intuïtionisme wordt, is Mannoury meer formalist; een relativist voor wie axioma's en logische regels niet meer dan formele afspraken zijn. Mannoury stelde:
“De wiskunde is een menschelijk bedenksel, waarin geen andere waarheid ligt, dan die betrekkelijk is tot menschelijke taal, bedoeling en samenleving.”
Mannoury en Brouwer weten met hun werk in brede kring belangstelling te wekken voor de problemen van de wijsbegeerte der exacte wetenschap. Dit werk heeft onder andere invloed op het werk van Evert W. Beth.

### Op het gebied van de significa
Significa is de studie naar de taal en menselijke verstandhoudingen, ontwikkeld tussen 1900 en 1950, geïnspireerd op het werk van Victoria Lady Welby, dat in 1897 door Frederik van Eeden in Nederland is geïntroduceerd. In 1917 richt Mannoury samen met Henri Borel, L.E.J. Brouwer, Frederik van Eeden en Jac. van Ginneken de Nederlandse Signifische Kring op. Na 1925 is hij de belangrijkste persoon op dit gebied. Mannoury leverde pionierswerk door de grondslagen en basisbegrippen te formuleren van de significa als wetenschap. Zo had hij onder meer invloed op het latere werk van Adriaan de Groot.